# Paecilomyces viridis
Paecilomyces viridis är en svampart som beskrevs av Segretain, Fromentin, Destombes, Brygoo & Dodin ex Samson 1974. Paecilomyces viridis ingår i släktet Paecilomyces och familjen Trichocomaceae.   Inga underarter finns listade i Catalogue of Life.